# Кудрин, Владимир Трофимович
Владимир Трофимович Кудрин (22 февраля 1924, Малмыжский уезд, Вятская губерния — 15 ноября 1995, Сакский район, АР Крым) — младший сержант Рабоче-крестьянской Красной Армии, участник Великой Отечественной войны, Герой Советского Союза (1945).

## Биография
Владимир Кудрин родился 22 февраля 1924 года в деревне Наумовщина. После окончания начальной школы работал в колхозе и леспромхозе. В марте 1942 года Кудрин был призван на службу в Рабоче-крестьянскую Красную Армию. С июня того же года — на фронтах Великой Отечественной войны.
К январю 1945 года гвардии младший сержант Владимир Кудрин командовал отделением 340-го гвардейского стрелкового полка 121-й гвардейской стрелковой дивизии 13-й армии 1-го Украинского фронта. Отличился во время освобождения Польши. В ночь с 26 на 27 января 1945 года отделение Кудрина в числе первых переправилось через Одер к югу от Штейнау (ныне — Сцинава) и приняло активное участие в боях за захват и удержание плацдарма на его западном берегу. Находясь в полуокружении, отделение отразило большое количество немецких контратак, уничтожив несколько десятков солдат и офицеров противника.
Указом Президиума Верховного Совета СССР от 10 апреля 1945 года гвардии младший сержант Владимир Кудрин был удостоен высокого звания Героя Советского Союза с вручением ордена Ленина и медали «Золотая Звезда».
После окончания войны Кудрин был демобилизован. Проживал сначала на родине, затем в селе Митяево Сакского района Крымской области, где работал в совхозе.
Был также награждён орденами Отечественной войны 1-й степени, Славы 2-й и 3-й степени, рядом медалей.

## Комментарии
1. ↑  Деревня Наумовщина, относившаяся к Кильмезской волости Малмыжского уезда, в последующем входила в состав Наумовского, затем — Рыбно-Ватажского сельсовета Кильмезского района Кировской области; упразднена 22.11.1994[1].